# Rosenbergia freneyi
Rosenbergia freneyi är en skalbaggsart som beskrevs av Rigout 1988. Rosenbergia freneyi ingår i släktet Rosenbergia och familjen långhorningar. Inga underarter finns listade i Catalogue of Life.